# Mønttelefon
En mønttelefon eller betalingstelefon er en offentlig telefon, ofte placeret i en telefonboks eller et aflukke, med forudbetaling ved at indsætte penge (som regel mønter), et telefonkort, et kredit- eller betalingskort.
Mønttelefoner fandtes på offentlige steder, trafikknudepunkter såsom lufthavne eller togstationer. Efter aftale med udlejer betaler enten teleselskabet leje for placering og beholder indtægter, eller udlejeren betaler leje for telefonen og deler indtægter.
Mønttelefoners indtægter er faldet meget mange steder på grund mobiltelefonens store udbredelse. Udbydere af mønttelefoner har nogle gange forsøgt at vende nedgangen i brug ved at tilbyde ekstra tjenester som SMS og internetadgang, og dermed gøre deres telefonbokse til internetkiosker.
Danmarks sidste mønttelefon blev fjernet i 2017.
Der findes fortsat er ukendt antal i privat eje, hvoraf enkelte stadigvæk er i drift. 